# Eddy Van Butsele
Edouard (Eddy) Van Butsele (Ronse, 13 juli 1947) is een voormalige Belgische atleet, die gespecialiseerd was in de lange afstand en het veldlopen. Hij nam eenmaal deel aan de Olympische Spelen en veroverde twee Belgische titels.

## Biografie
Van Butsele veroverde als junior enkele ereplaatsen op de Landencross. Als senior kwam hij bij twee deelnames niet verder dan een eenenvijftigste plaats.
In 1968 werd Van Butsele Belgisch kampioen op de 3000 m steeple. Hij werd op dit nummer ook geselecteerd voor de Olympische Spelen in Mexico-Stad. Hij kwam niet verder dan de series. Het jaar nadien veroverde hij een tweede Belgische titel en nam hij deel aan de Europese kampioenschappen in Athene. Ook deze keer overleefde hij de series niet.

### Clubs
Van Butsele was aangesloten bij ASSA Ronse.

## Belgische kampioenschappen
| Onderdeel      | Jaar       |
| -------------- | ---------- |
| 3000 m steeple | 1968, 1969 |

## Persoonlijke records
| Onderdeel      | Prestatie | Datum             | Plaats       |
| -------------- | --------- | ----------------- | ------------ |
| 1500           | 3.46,0    | 12 juli 1967      | Oudenaarde   |
| 3000           | 8.04,4    | 12 mei 1968       | Tourcoing    |
| 5000 m         | 13.55,6   | 29 mei 1971       | Papendal     |
| 3000 m steeple | 8.42,6    | 30 juni 1968      | Brussel      |
| 10.000 m       | 29.39,2   | 10 september 1968 | Blankenberge |

## Palmares

### 5000 m
- 1971:  BK AC – 14.04,8

### 3000 m steeple
- 1968:  BK AC – 8.45,2
- 1968: 10e in serie OS in Mexico-Stad – 9.38,79
- 1969:  BK AC – 8.47,0
- 1969: 9e series EK in Athene – 9.04,6

### veldlopen
- 1966: 4e Landencross junioren in Rabat
- 1967:  Landencross junioren in Barry
- 1969: 51e Landencross in Clydebank
- 1971: 51e Landencross in San Sebastian